# Coeliadinae
Coeliadinae este o superfamilie de fluturi din familia Hesperiidae. Cu aproximativ 150 de specii descrise, aceasta este una dintre cele mai mici subfamilii de hesperide. A fost propusă de William Frederick Evans n 1937.

## Taxonomie
Coeliadinae este împărțită în următoarele genuri: 
- Allora
- Pyrrhiades
- Pyrrhochalcia
- Badamia
- Bibasis (incluzând Burara)
- Hasora
- Choaspes
- Coeliades